# Museo Estatal de Culturas Populares
El Museo Estatal de Culturas Populares, también conocido como la Casa del Campesino, se encuentra ubicado en el inmueble civil más antiguo de la ciudad de Monterrey, Nuevo León, ubicado en el Barrio Antiguo. 
El edificio ha contado con diversos usos a lo largo del tiempo, entre ellos hospital de pobres, cuartel militar durante la Batalla de Monterrey, colegio de niñas, y hogar temporal para trabajadores del campo y sus oficinas.

## Historia

### SigloXVIII
El inmueble comenzó a edificarse en 1725, y contó con el ciudadano Alonso García Cuello como primer dueño. En 1746, el gobernador del Nuevo Reino de León Pedro de Barrio Junco adquirió la casa y tres solares adjuntos. En 1776, el gobernador Ignacio Usel y Guimbarda adquiere la construcción para utilizarla también como su vivienda.
Posteriormente, en 1793, el obispo de Linares, Andrés Ambrosio de Llanos y Valdés establece en el sitio el Hospital Real de Pobres de Nuestra Señora del Rosario.

### SigloXIX
El edificio continúa con su función de hospital tras la Independencia de México y durante los comienzos del México republicano. En 1836, el doctor José Eleuterio González es nombrado director interino del hospital y en la botica del mismo sitio establece la carrera de farmacéutica, primera cátedra de medicina en la ciudad. En 1846, durante la Batalla de Monterrey fue utilizado por el Servicio de Sanidad Militar como hospital de sangre y para auxiliar tanto a soldados mexicanos como norteamericanos heridos. El hospital se clausura hacia finales del siglo XIX y en el sitio se establece el Colegio de Niñas San Vicente de Paul y después el Colegio de San José en 1873; durante la estancia de este Colegio, se construyó la capilla de San José de influencia neoclásica y neogótica.

### SigloXXy actualidad
Durante agosto de 1909, la casona se utilizó como refugio para la inundación que devastó la ciudad y conllevó al desbordamiento del Río Santa Catarina. En 1936, el inmueble es confiscado por el presidente de México Lázaro Cárdenas para establecer la Casa del Agrarista, que posteriormente se convertiría en sede para las oficinas de la Confederación Nacional Campesina y como hospicio para los campesinos que llegaban a la ciudad para realizar diversos trámites en dicha institución. En 1993, la sección norte del inmueble se destinó para instaurar el Museo Estatal de Culturas Populares, que después pasaría a estar a cargo del Consejo para las Culturas y las Artes de Nuevo León (Conarte). En 2010, toda la edificación pasó por un proceso de remodelación por los festejos del Bicentenario de la Independencia de México, intervención que parcialmente fue corregida en 2019 con una restauración en la sección correspondiente al museo con materiales adecuados para su conservación y futura prevención de daños.

## Mural Historia de México
Tras la donación de la casa al sindicato de campesinos de Nuevo León, en 1937 el artista Gustavo García Gloryo comenzó en las paredes de los muros de la Capilla de San José una serie de pinturas que mostraba el triunfo de las causas populares y revolucionarias. Tras su muerte en 1937, el pintor Crescenciano Garza Rivera concluye las obras en 1938. Ambos utilizaron diversas técnicas pictóricas como el fresco y el temple.  
A lo largo de la capilla, observamos escenas y personajes clave de la Conquista de México, el Virreinato de la Nueva España, la Independencia de México, batallas del México independiente como la Intervención norteamericana y la Segunda intervención francesa, para llegar al siglo XX con escenas de la Revolución mexicana. En la parte baja de las escenas, a modo de cenefa, se encuentran plasmados los escudos de los diferentes estados de la República Mexicana. El clímax del mural se encuentra en el anterior presbiterio donde destaca la imagen de Lázaro Cárdenas, presidente de la época de la factura de los murales, junto con sus logros conseguidos en su mandato como el reparto justo de la tierra, el establecimiento del mandato sexenal presidencial y los botiquines comunales. 

## Descripción del inmueble
El edificio ha contado con diversas modificaciones a lo largo de su existencia. Durante el siglo XVIII, el edificio solo contaba con la sección sur y poniente construida; el resto del inmueble se fue ampliando hacia la actual calle Abasolo durante el siglo XIX y contó con modificaciones y desaparición de puertas, ventanas y distribución de espacios. Durante el siglo XX, se agregaron elementos del estilo neoclásico y el art déco como columnas con capitel corintio, columnas de hierro y almenas de escalado geométrico en la fachada. Durante una intervención y restauración realizada en 2019, se encontraron vestigios de pintura mural realizada en la época virreinal en la Sala de Exposiciones del museo, evidencia que no se había encontrado en ninguna otra edificación en la época.
En cuanto a los materiales de construcción empleados se encuentran el sillar de caliche, material típico de la época y el ladrillo precocido, común en el siglo XX.

## Exposiciones
- Juguete Popular Mexicano, Tesoros de Tradición (2023) en el marco de los 30 años del museo.[7]